# Cynthia Ettinger
Cynthia Ettinger (18 aprile 1962) è un'attrice statunitense.

## Biografia
Attiva principalmente in ambito televisivo, in cui ha esordito nel 1991 nella serie Seinfeld, si è distinta principalmente per avere interpretato la ballerina Rita Sue Dreyfuss nella serie TV Carnivàle. In ambito cinematografico ha esordito come attrice nel 1989 nel film Balle spaziali 2 - La vendetta, mentre due anni dopo ha avuto una parte ne Il silenzio degli innocenti.
Dal 1990 al 1993 è stata sposata con il collega Wally Kurth.

## Filmografia

### Cinema
- Balle spaziali 2 - La vendetta (Martians Go Home), regia di David Odell (1989)
- Il silenzio degli innocenti (The Silence of the Lambs), regia di Jonathan Demme (1991)
- Licenza di matrimonio (License to Wed), regia di Ken Kwapis (2007)

### Televisione
- Seinfeld - serie TV, episodio 3x06 (1991)
- E.R. - Medici in prima linea (E.R.) - serie TV, 2 episodi (1994, 2004)
- The Practice - Professione avvocati (The Practice) - serie TV, episodio 4x11 (2000)
- Squadra Med - Il coraggio delle donne (Strong Medicine) - serie TV, episodio 1x14 (2000)
- Una mamma per amica (Gilmore Girls) - serie TV, 2 episodi (2002-2003)
- Law & Order - Unità vittime speciali (Law & Order: Special Victims Unit) - serie TV, 2 episodi (2002-2003)
- Carnivàle - serie TV, 24 episodi (2003-2005)
- Dr. House - Medical Division - serie TV, episodio 1x16 (2005)
- Grey's Anatomy - serie TV, episodio 2x06 (2005)
- Senza traccia (Without a Trace) - serie TV, episodio 3x20 (2005)
- Deadwood - serie TV, 10 episodi (2006)
- Cold Case - Delitti irrisolti (Cold Case) - serie TV, episodio 4x24 (2007)
- Heartland - serie TV, episodio 1x01 (2007)
- Here and Now - Una famiglia americana (Here and Now) - serie TV, 3 episodi (2018)

## Doppiatrici italiane
Nelle versioni in italiano delle opere in cui ha recitato, Cynthia Ettinger è stata doppiata da:
- Mavi Felli in E.R. - Medici in prima linea (ep. 1x11)
- Antonella Baldini in Una mamma per amica
- Pinella Dragani in Carnivàle
- Emanuela D'Amico in Grey's Anatomy
- Antonella Rinaldi in Cold Case - Delitti irrisolti
- Michela Alborghetti in Here and Now - Una famiglia americana